# Буду Зівзівадзе
Буду Зівзівадзе (груз. ბუდუ ზივზივაძე; нар. 10 березня 1994, Кутаїсі) — грузинський футболіст, нападник німецького клубу «Гайденгайм».
Виступав, зокрема, за клуб «Відеотон», а також національну збірну Грузії.
Чемпіон Грузії.

## Клубна кар'єра
Народився 10 березня 1994 року в місті Кутаїсі. Вихованець футбольної школи клубу «Динамо» (Тбілісі).
У дорослому футболі дебютував 2012 року виступами за команду «Динамо-2» (Тбілісі)», в якій провів два сезони, взявши участь у 50 матчах чемпіонату. 
Згодом з 2014 по 2020 рік грав у складі команд «Динамо» (Тбілісі), «Торпедо» (Кутаїсі), «Самтредія», «Есб'єрг», «Динамо» (Тбілісі), «Торпедо» (Кутаїсі) та «Мезйокйовешд».
Своєю грою за останню команду привернув увагу представників тренерського штабу клубу «Відеотон», до складу якого приєднався 2020 року. Відіграв за клуб з Секешфегервара наступні два сезони своєї ігрової кар'єри. Більшість часу, проведеного у складі «Відеотона», був основним гравцем атакувальної ланки команди.
Протягом 2022 року захищав кольори клубу «Уйпешт».
До складу клубу «Відеотон» приєднався 2022 року. Станом на 9 жовтня 2022 року відіграв за клуб з Секешфегервара 9 матчів в національному чемпіонаті.

## Виступи за збірні
У 2011 році дебютував у складі юнацької збірної Грузії (U-17), загалом на юнацькому рівні взяв участь у 12 іграх, відзначившись 2 забитими голами.
Протягом 2014–2016 років залучався до складу молодіжної збірної Грузії. На молодіжному рівні зіграв у 4 офіційних матчах.
У 2017 році дебютував в офіційних матчах у складі національної збірної Грузії.
| Дата      | Місто      | Господарі            | Результат | Гості              | Турнір                               | Голи | Примітки |
| --------- | ---------- | -------------------- | --------- | ------------------ | ------------------------------------ | ---- | -------- |
| 23-1-2017 | Абу-Дабі   | Узбекистан           | 2 – 2     | Грузія             | товариський матч                     | -    |          |
| 25-1-2017 | Дубай      | Грузія               | 0 – 1     | Йорданія           | товариський матч                     | -    | 46'      |
| 28-3-2017 | Швац       | Грузія               | 1 – 0     | Мальта             | товариський матч                     | -    | 71'      |
| 5-6-2018  | Люксембург | Люксембург           | 1 – 0     | Грузія             | товариський матч                     | -    | 62'      |
| 28-3-2021 | Тбілісі    | Грузія               | 1 – 2     | Іспанія            | Відбір до ЧС 2022                    | -    | 18' 62'  |
| 31-3-2021 | Салоніки   | Греція               | 1 – 1     | Грузія             | Відбір до ЧС 2022                    | -    | 63'      |
| 2-6-2021  | Плоєшті    | Румунія              | 1 – 2     | Грузія             | товариський матч                     | -    | 81'      |
| 6-6-2021  | Енсхеде    | Нідерланди           | 3 – 0     | Грузія             | товариський матч                     | -    | 66'      |
| 25-3-2022 | Зениця     | Боснія і Герцеговина | 0 – 1     | Грузія             | товариський матч                     | 1    |          |
| 29-3-2022 | Тирана     | Албанія              | 0 – 0     | Грузія             | товариський матч                     | -    | 83'      |
| 5-6-2022  | Разград    | Болгарія             | 2 – 5     | Грузія             | Ліга націй УЄФА 2022-2023 - 1-й етап | 1    | 67'      |
| 9-6-2022  | Скоп'є     | Північна Македонія   | 0 – 3     | Грузія             | Ліга націй УЄФА 2022-2023 - 1-й етап | 1    | 45' 71'  |
| 12-6-2022 | Тбілісі    | Грузія               | 0 – 0     | Болгарія           | Ліга націй УЄФА 2022-2023 - 1-й етап | -    | 80'      |
| 23-9-2022 | Тбілісі    | Грузія               | 2 – 0     | Північна Македонія | Ліга націй УЄФА 2022-2023 - 1-й етап | -    | 78'      |
| 26-9-2022 | Гібралтар  | Гібралтар            | 1 – 2     | Грузія             | Ліга націй УЄФА 2022-2023 - 1-й етап | -    | 60'      |
| Усього    |            | Матчів               | 15        |                    | Голів                                | 3    |          |

## Титули і досягнення
- Чемпіон Грузії (1):

«Самтредія»: 2016